# Astronauta

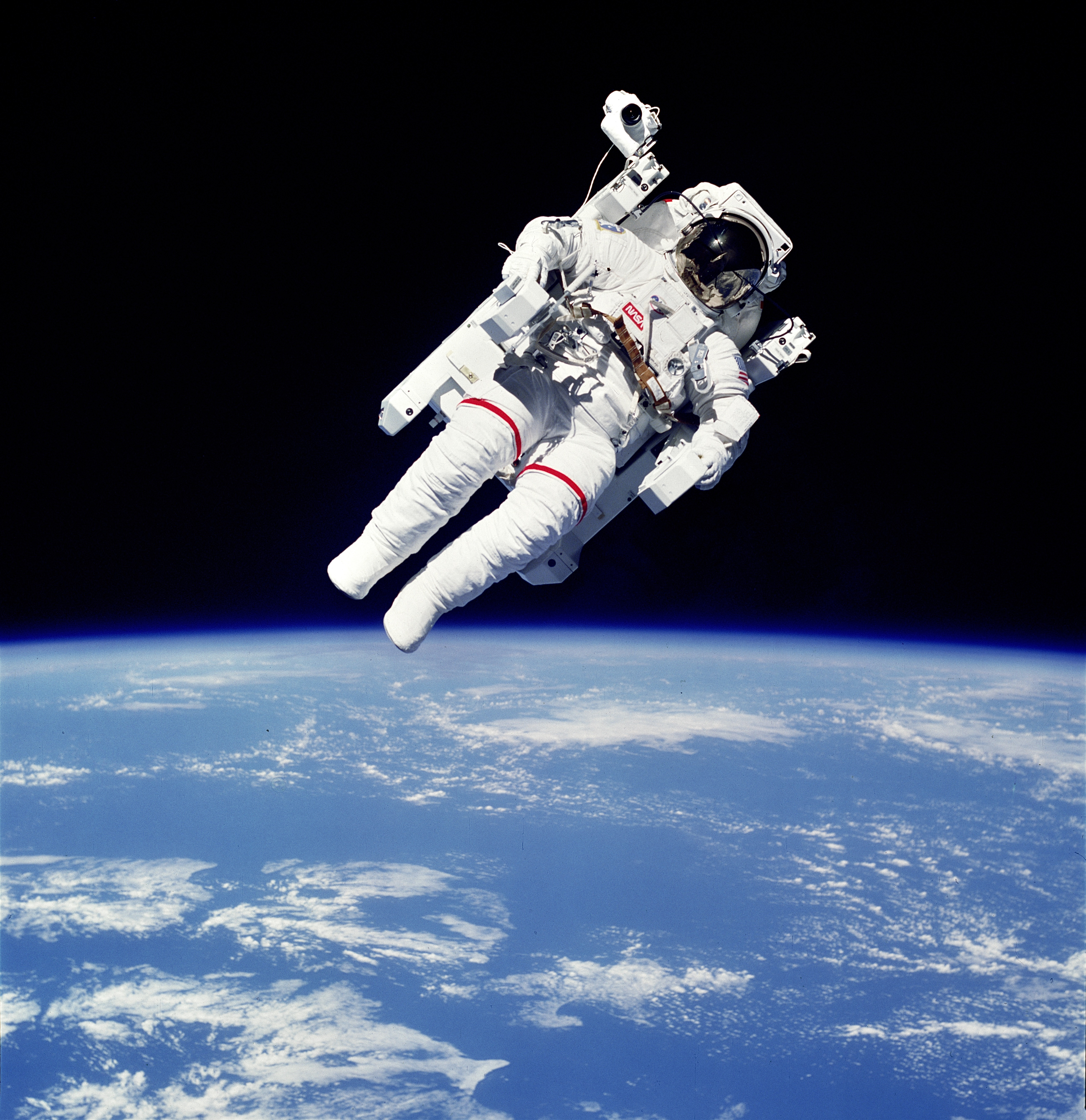
Astronauta Bruce McCandless II używający Manned Maneuvering Unit na zewnątrz wahadłowca kosmicznego Challenger podczas misji STS-41-B w 1984 roku

Astronauta (gr. ástron + gr. naútēs) – osoba przeszkolona, odpowiednio wyposażona i wysłana w przestrzeń kosmiczną w ramach załogowego lotu kosmicznego, aby służyć jako dowódca lub członek załogi na pokładzie statku kosmicznego. Termin ten jest zazwyczaj zarezerwowany dla profesjonalistów, czasami jednak jest on stosowany w stosunku do każdego, kto podróżuje w przestrzeń kosmiczną, w tym naukowców, polityków, dziennikarzy i kosmicznych turystów.  
Termin „astronauta” odnosi się do wszystkich ludzi podróżujących w kosmosie, niezależnie od narodowości. Jednak astronauci pochodzący z Federacji Rosyjskiej lub Związku Radzieckiego są znani jako kosmonauci. Stosunkowo niedawne postępy w załogowych lotach kosmicznych dokonane przez Chińską Republikę Ludową doprowadziły do powstania terminu tajkonauta, chociaż jego użycie jest nieco nieformalne, a jego pochodzenie jest niejasne. Członkowie chińskiego Korpusu Astronautycznego Armii Ludowo-Wyzwoleńczej i ich zagraniczni odpowiednicy są oficjalnie nazywani hángtiānyuán.  
Od 1961 roku w przestrzeń kosmiczną poleciało 600 astronautów. Do 2002 roku astronauci byli sponsorowani i szkoleni wyłącznie przez agencje rządowe lub przez wojsko albo za pośrednictwem cywilnych agencji kosmicznych. Wraz z suborbitalnym lotem prywatnie finansowanego statku kosmicznego SpaceShipOne, który w 2004 wykonał swój pierwszy lot w przestrzeń kosmiczną, powstała nowa kategoria astronautów komercyjnych.  

## Definicja

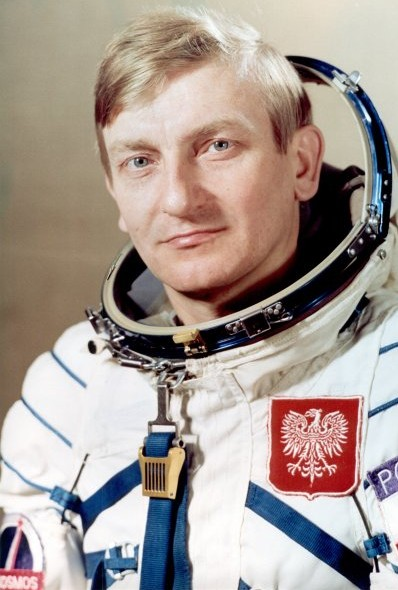
Mirosław Hermaszewski, pierwszy Polak, który poleciał w przestrzeń kosmiczną w ramach misji Sojuz 30

Kryteria dotyczące tego, co stanowi załogowy lot kosmiczny, są różne, a niektóre koncentrują się na punkcie, w którym ziemska atmosfera staje się tak cienka, że siła odśrodkowa, a nie siła aerodynamiczna, przenosi znaczną część ciężaru obiektu. Międzynarodowa Federacja Lotnicza uznaje tylko loty kosmiczne, które przekraczają linię Kármána na wysokości 100 kilometrów. W Stanach Zjednoczonych zawodowi, wojskowi i komercyjni astronauci, którzy podróżują na wysokości powyżej 80 kilometrów zostają odznaczeni odznaczeniem „astronaut wings”.
Na dzień 27 września 2024 roku łącznie 668 osób z 36 różnych krajów osiągnęły wysokość przynajmniej 100 kilometrów od Ziemi, z czego łącznie 619 osób osiągnęło niską orbitę okołoziemską. Spośród nich aż 24 osoby podróżowały poza niską orbitę okołoziemską, albo na orbitę okołoksiężycową, albo bezpośrednio na powierzchnię Księżyca. Trzech z nich; Jim Lovell, John Young i Eugene Cernan dokonało tego dwukrotnie.
Na dzień 27 września 2024 roku zgodnie z amerykańską definicją załogowego lotu kosmicznego, 707 osób kwalifikuje się jako osoby, które osiągnęły przestrzeń kosmiczną na wysokości powyżej 80 kilometrów. Spośród ośmiu pilotów rakietowego samolotu doświadczalnego X-15, którzy przekroczyli wysokość 80 kilometrów, tylko jeden, Joseph A. Walker, przekroczył 100 kilometrów i zrobił to dwukrotnie, stając się pierwszą osobą, która poleciała w przestrzeń kosmiczną dwukrotnie. Astronauci łącznie spędzili w przestrzeń kosmiczną ponad 41790 roboczogodzin, przeprowadzając łącznie 975 spacerów kosmicznych, a także przebywając bezpośrednio w przestrzeni kosmicznej łącznie ponad 5402 godzin. Od 2024 roku człowiekiem o najdłuższym łącznym czasie przebywania w kosmosie jest Oleg Kononenko, który spędził w przestrzeni kosmicznej ponad 1100 dni. Peggy Whitson jest rekordzistką pod względem najdłuższego czasu spędzonego w kosmosie przez kobietę, który w jej przypadku wynosi 675 dni.

## Terminologia
W 1959 roku, gdy zarówno Stany Zjednoczone, jak i Związek Radziecki planowały, ale jeszcze nie wystrzeliły ludzi w przestrzeń kosmiczną, administrator NASA, Thomas Keith Glennan i jego zastępca, Hugh Dryden, dyskutowali o tym, czy członków załogi statku kosmicznego należy nazywać astronautami czy kosmonautami. Dryden preferował termin kosmonauta, ponieważ loty miały odbywać się w kosmosie, podczas gdy przedrostek „astro” sugerował loty konkretnie do gwiazd. Większość członków Space Task Group preferowała termin astronauta, który przetrwał w powszechnym użyciu jako preferowany amerykański termin. W momencie kiedy po raz pierwszy w 1961 roku wystrzelono pierwszego człowieka Jurija Gagarina w przestrzeń kosmiczną, Związek Radziecki wybrał termin kosmonauta.

### Astronauta

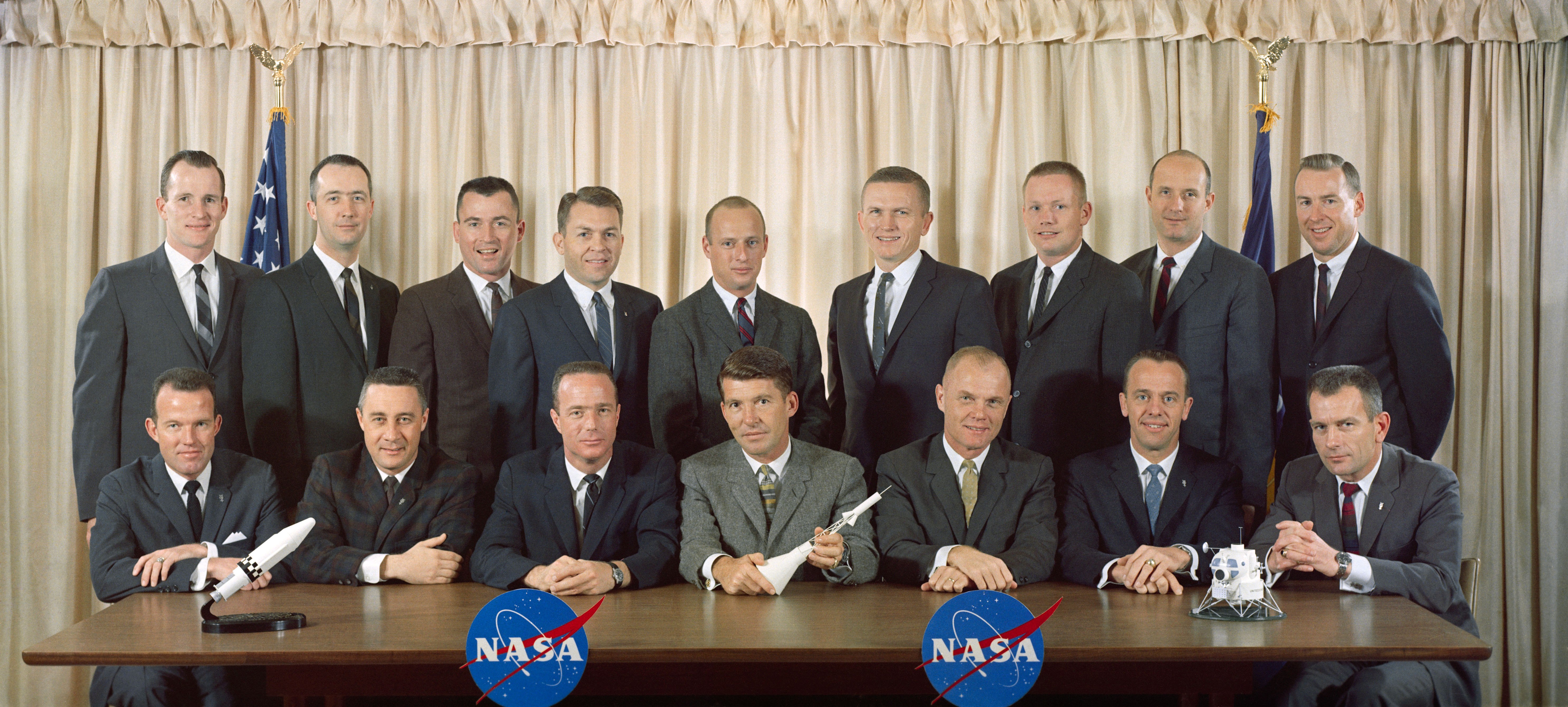
16 pierwszych astronautów NASA w lutym 1963 roku. W tylnym rzędzie: White, McDivitt, Young, See, Conrad, Borman, Armstrong, Stafford, Lovell. Pierwszy rząd: Cooper, Grissom, Carpenter, Schirra, Glenn, Shepard, Slayton.

Pierwsze znane użycie terminu astronauta we współczesnym znaczeniu zostało dokonane przez Neila R. Jonesa w jego opowiadaniu The Death's Head Meteor z 1930 roku. Samo słowo było znane już wcześniej; na przykład w książce Across the Zodiac, autorstwa Percy'ego Grega z 1880 roku gdzie termin astronaut odnosił się do statku kosmicznego. W Les Navigateurs de l'infini z 1925 autorstwa J.-H. Rosny aîné, użyto francuskiego słowa astronautique (oznaczającego astronautykę). Słowo to mogło zostać zainspirowane przez „aeronautę”, czyli starszy termin oznaczający podróżnika powietrznego, po raz pierwszy zastosowanego w 1784 roku w stosunku do osób latających balonami.
NASA stosuje termin astronauta w odniesieniu do każdego członka załogi na pokładzie statku kosmicznego udającego się na orbitę okołoziemską lub też poza nią, a także używa tego terminu jako tytułu dla osób należących do Korpusu Astronautów NASA. Europejska Agencja Kosmiczna podobnie stosuje termin astronauta w odniesieniu do członków Europejskiego Korpusu Astronautów.

### Kosmonauta

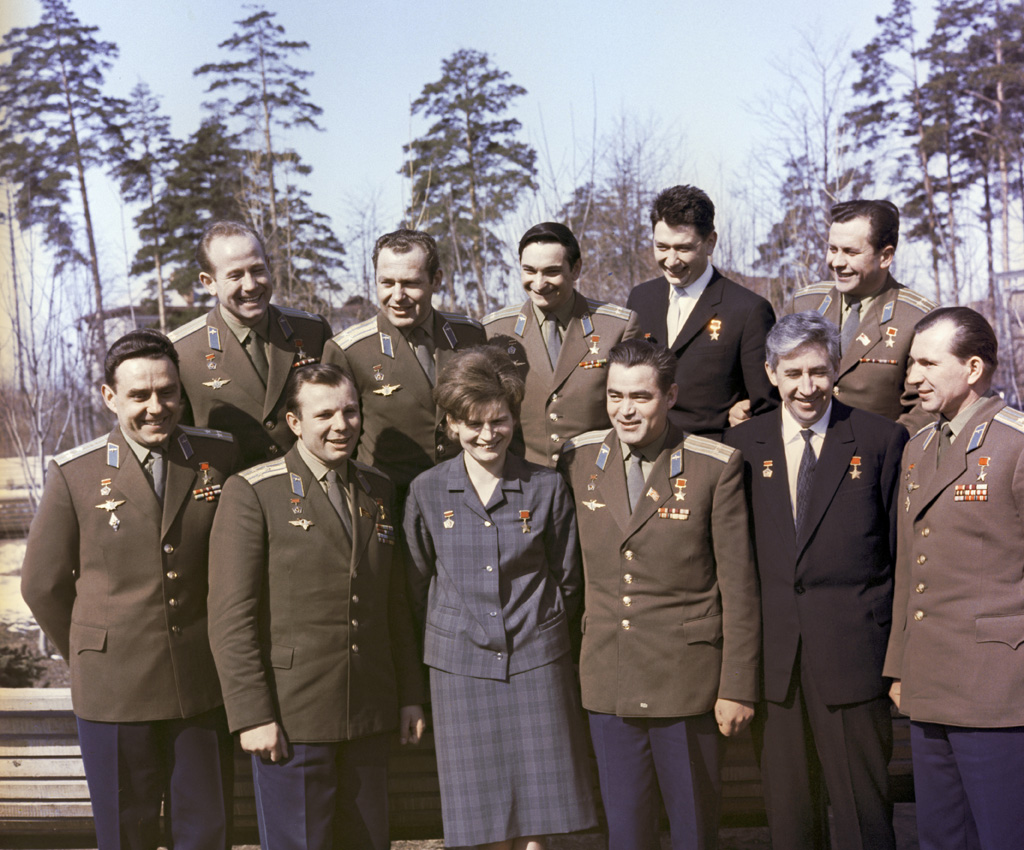
11 pierwszych radzieckich kosmonautów w lipcu 1965 roku. W tylnym rzędzie, od lewej do prawej: Leonow, Titow, Bykowski, Jegorow, Popowicz. Pierwszy rząd: Komarow, Gagarin, Tiereszkowa, Nikołajew, Feoktistow, Bielajew.

Zgodnie z konwencją, astronauta zatrudniony przez Rosyjską Federalną Agencję Kosmiczną jest określany mianem kosmonauty. Słowo to jest anglicyzacją słowa kosmonavt (ros. космонавт). Inne kraje byłego bloku wschodniego używają różnych odmian rosyjskiego kosmonavt, takich jak polskie słowo kosmonauta, które jest synonimem słowa astronauta.
Stworzenie terminu kosmonavt przypisuje się radzieckiemu pionierowi aeronautyki Michaiłowi Tichonrawowowi. Pierwszym kosmonautą był pilot radzieckich sił powietrznych Jurij Gagarin, który również został pierwszym człowiekiem w kosmosie. Był on częścią pierwszej szóstki obywateli radzieckich, wraz z Giermanem Titowem, Jewgienijem Chruunowem, Andrijanem Nikołajewem, Pawłem Popowiczem i Grigorijem Nelyubowem, którzy zostali odznaczeni tytułem Lotnika Kosmonauty ZSRR w styczniu 1961 roku. Walentina Tierieszkowa została pierwszą kosmonautką oraz pierwszą i najmłodszą kobietą, która odbyła samodzielny lot kosmiczny w ramach misji Wostok 6 w 1963 roku.

### Tajkonauta

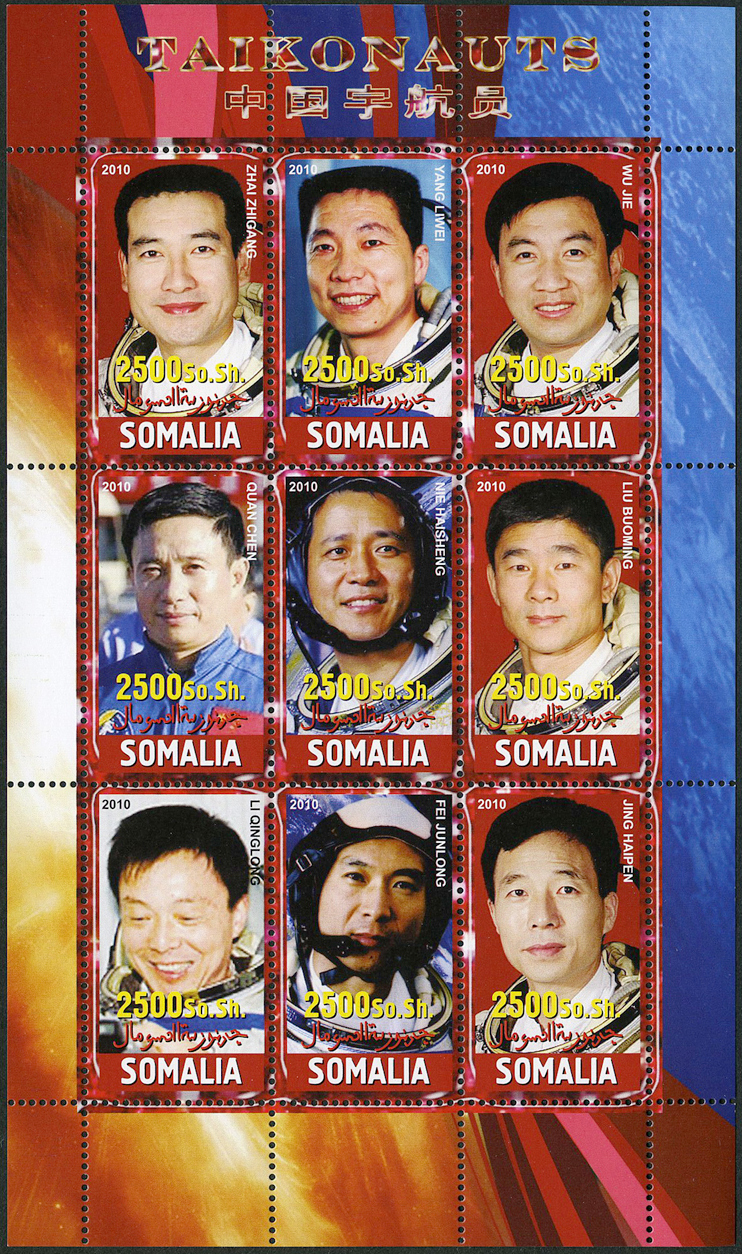
Pierwsi chińscy tajkonauci na somalijskim znaczku z 2010 roku

W języku chińskim termin Yǔ háng yuán (pol. kosmiczny personel nawigacyjny) jest używany w odniesieniu do astronautów i kosmonautów ogólnie, podczas gdy termin hángtiān yuán (pol. nawigujący personel na niebie) jest używany w odniesieniu do chińskich astronautów. Natomiast wyrażenie tàikōng rén (pol. astronauta) jest znacznie częściej używane w Hongkongu i na Tajwanie.
Wyraz tajkonauta jest używany przez niektóre anglojęzyczne media w odniesieniu do profesjonalnych astronautów pochodzących z Chińskiej Republiki Ludowej. Słowo to pojawiło się w słownikach Longman i Oxford English, a termin ten stał się bardziej powszechny w 2003 roku, kiedy to Chiny wysłały swojego pierwszego astronautę Yang Liwei w przestrzeń kosmiczną w ramach misji Shenzhou 5. Jest to termin używany przez agencję prasową Xinhua w angielskiej wersji chińskiego dziennika Renmin Ribao od czasu pojawienia się chińskiego programu kosmicznego. Pochodzenie tego terminu pozostaje jednak niejasne, ponieważ już w maju 1998 roku Chiew Lee Yih pochodzący z Malezji, użył go na grupie dyskusyjnej.

### Parastronauta
W swojej grupie astronautów na rok 2022 Europejska Agencja Kosmiczna przewidziała rekrutację astronautów z niepełnosprawnością fizyczną, których nazwała „parastronautami”, z zamiarem przyszłego lotu w przestrzeń kosmiczną. Kategorie niepełnosprawności brane pod uwagę w programie to osoby z wadą kończyn dolnych, różnicą długości nóg lub niskim wzrostem poniżej 130 centymetrów. 23 listopada 2022 roku John McFall został wybrany na pierwszego parastronautę Europejskiej Agencji Kosmicznej.

## Osiągnięcia w załogowych lotach kosmicznych

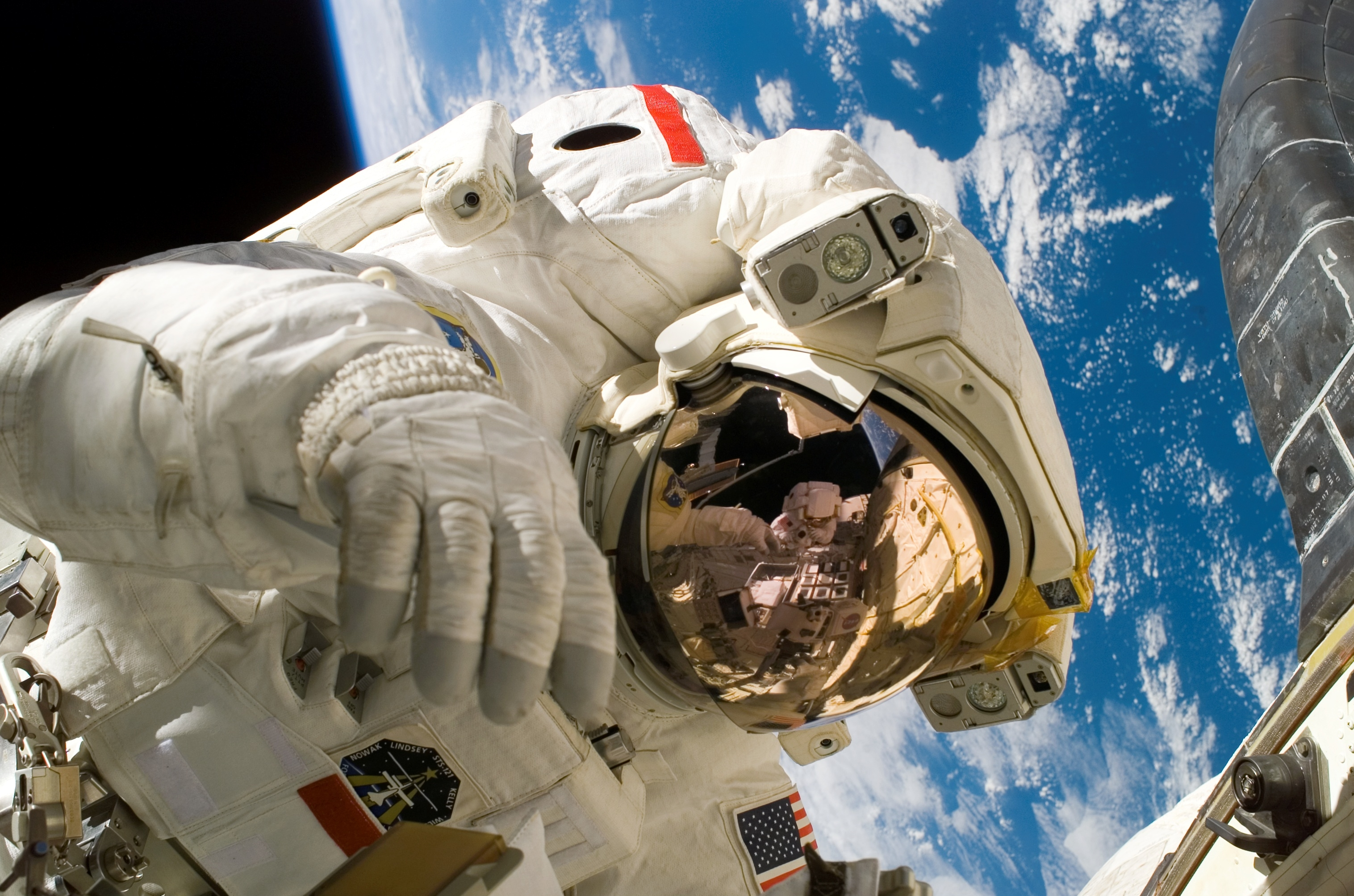
Piers Sellers podczas misji STS-121

Pierwszym kosmonautą był Rosjanin Jurij Gagarin (lot 12 kwietnia 1961 statkiem kosmicznym Wostok 1), który wykonał lot orbitalny. Za pierwszego amerykańskiego astronautę uważany jest Alan Shepard (maj 1961), który wykonał lot balistyczny, jednak pierwszy lot orbitalny wykonał John Glenn (luty 1962). Pierwszą kobietą w kosmosie była Walentina Tierieszkowa (czerwiec 1963). Pierwszym człowiekiem, który wyszedł w otwartą przestrzeń kosmiczną, był Aleksiej Leonow (marzec 1965). Pierwszym człowiekiem na Księżycu i zarazem pierwszym człowiekiem na powierzchni innego ciała niebieskiego był Neil Armstrong (lipiec 1969).
Spośród obywateli innych państw, pierwszym (do 25 czerwca 2025 jedynym) Polakiem w przestrzeni kosmicznej był Mirosław Hermaszewski (27 czerwca – 5 lipca 1978); Polska była przy tym czwartym państwem po ZSRR, USA i Czechosłowacji, którego obywatel odbył lot kosmiczny. Pierwszym chińskim astronautą wystrzelonym z Chin był Yang Liwei (15 października 2003, wcześniej Chińczycy odbywali podróże na statkach innych państw, a pierwszym Azjatą w kosmosie był Wietnamczyk Phạm Tuân – 23 lipca 1980). Pierwszą osobą spoza organizacji rządowych, która miała odbyć lot kosmiczny była nauczycielka Christa McAuliffe (poniosła śmierć podczas startu Challengera 28 stycznia 1986). Pierwszym kosmicznym turystą (człowiekiem, który zapłacił za lot w Kosmos) był biznesmen Dennis Tito (28 kwietnia 2001).
Najmłodszym kosmonautą w chwili lotu w kosmos był Herman Titow (26 lat), najstarszym – John Glenn (77 lat podczas misji STS-95). Najdłużej podczas jednego lotu w kosmosie przebywał Walerij Polakow (niespełna 438 dni). Największą liczbę lotów – siedem, odbyli Jerry Ross i Franklin Chang-Díaz (stan na 2003). Najdalszy dystans od Ziemi to 401 056 km (podczas misji Apollo 13).
Pierwsi kosmonauci wywodzili się głównie spośród wojskowych pilotów odrzutowców.
Do tej pory (2018), 18 kosmonautów poniosło śmierć w trakcie odbywania lotu kosmicznego (Sojuz 1, Sojuz 11, STS-51-L, STS-107), z czego trzech (załoga Sojuza 11) w przestrzeni kosmicznej. Co najmniej 11 dalszych poniosło śmierć w wypadkach na Ziemi związanych z programem kosmicznym. Istnieją teorie spiskowe na temat „zaginionych kosmonautów”, którzy mieli zostać wysłani w kosmos przed Gagarinem, ale misje te zakończyły się niepowodzeniem i zostały utajnione; nie znajdują one potwierdzenia.

## Międzynarodowe loty kosmiczne

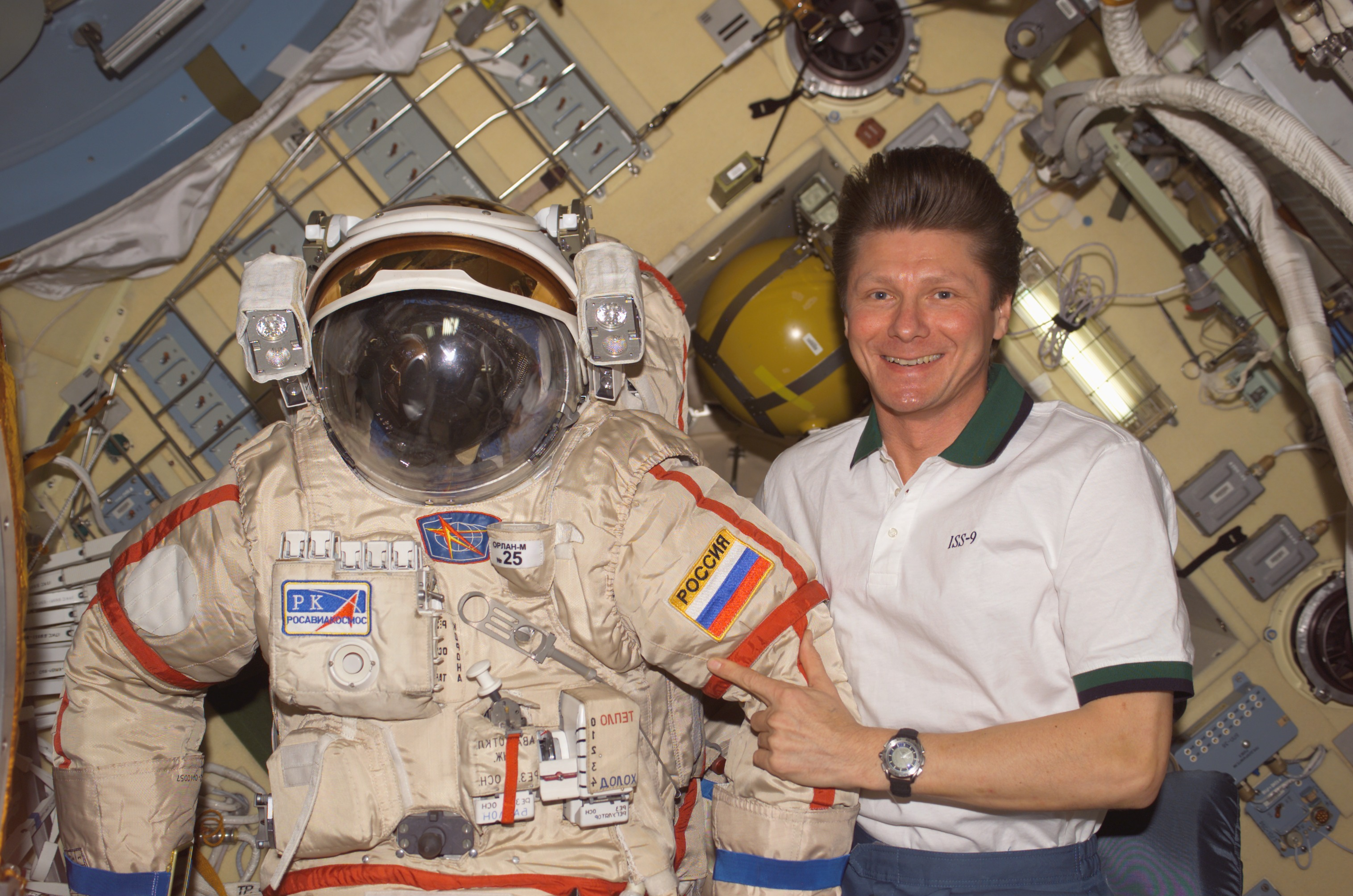
Kosmonauta na ISS

Jak dotąd jedynie agencje rządowe Rosji (dawniej ZSRR), USA i Chin (od 2003) są w stanie samodzielnie wysyłać kosmonautów, pozostałe kraje muszą korzystać z pomocy tych państw. W 2004 roku umowną granicę przestrzeni kosmicznej (100 km) osiągnął prywatny suborbitalny samolot kosmiczny SpaceShipOne; trwają próby jego następcy SpaceShipTwo, choć opóźniła je katastrofa pierwszego modelu VSS Enterprise w 2014 r. Załogowe statki kosmiczne z rodziny Dragon firmy SpaceX zaczęły wynosić załogantów na Międzynarodową Stację Kosmiczną w maju 2020.
Do końca lat 70. XX w. USA i ZSRR wysyłały jedynie własnych kosmonautów. W 1976 ZSRR rozpoczął program Interkosmos z pierwszą grupą sześciu kosmonautów z krajów socjalistycznych, kolejna rozpoczęła trening w 1978. Również w 1978 Europejska Agencja Kosmiczna (ESA) wybrała czterech astronautów do misji Spacelab na pokładzie amerykańskiego promu kosmicznego Space Shuttle. Następnie poszczególne kraje rozpoczęły treningi własnych astronautów (Francja – 1980, nazywani spationautami, RFN – 1982, Kanada – 1983, Japonia – 1985, Włochy – 1988). Kilku astronautów zagranicznych zostało zabranych w misje amerykańskich wahadłowców Space Shuttle, a następnie również rosyjskich statków Sojuz. Od 1998 astronauci z państw członkowskich ESA należą do wspólnego Europejskiego Korpusu Astronautów, po rozwiązaniu narodowych programów Francji, Niemiec i Włoch.